# Хасын (Хасынский район)
Хасы́н — посёлок в Хасынском районе Магаданской области на 77-м километре Колымской трассы, вдоль правого берега реки Хасын. Своё название получил от эвенского слова «хэсэн», что означает «стадо» (по другой версии — «углистый сланец»).

## История
Посёлок возник в 1938 году для проведения геолого-разведочных, а затем эксплуатационных работ на Хасынском угольном месторождении, открытом ещё в 1930 г. Цареградским В. А., возглавлявшим Вторую Колымскую экспедицию Геолкома. Несмотря на низкое качество угля, в годы войны он использовался для отопления Магадана, что было экономически выгодно из-за близости расположения месторождения.
Позднее Хасын был базой крупной геолого-разведочной организации, существовавшей под разными названиями до 1992 года (ЦГЭ — Центральная геофизическая экспедиция, ВКПСЭ — Верхне-колымская поисково-съёмочная экспедиция). Хасынскими геологами открыты уникальные золото-серебряные месторождения (Хаканджинское, Карамкенское), месторождения угля (Аркагалинское, Ланковское), молибдена (Осеннинское), цементного сырья (Таскано-Встреченское) и ряд других. После перестройки здесь разместился Колымский аффинажный завод.
В 1980-е годы Хасын — центр расцвета на Колыме искусства флорентийской мозаики, где трудились геологи художники-камнерезы Сергин А. А., Скрипичников Г. А., Шпилько Л. Г. и др.[значимость факта?]

## Население
| 2002 | 2007 | 2010 | 2012 | 2013 | 2014 | 2015 |
| ---- | ---- | ---- | ---- | ---- | ---- | ---- |
| 747  | ↘502 | ↗520 | ↘488 | ↘465 | ↘462 | ↘442 |
| 2021 |      |      |      |      |      |      |
| ↘302 |      |      |      |      |      |      |

## Галерея
Расположение Хасына на снимке из космоса

Виды поселка
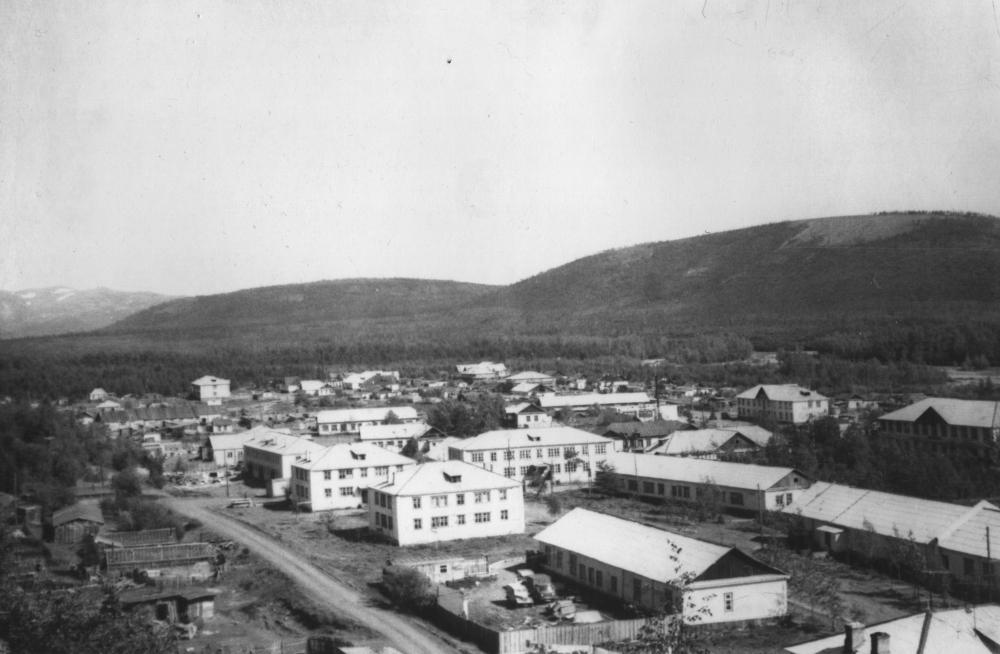
начало 70-х
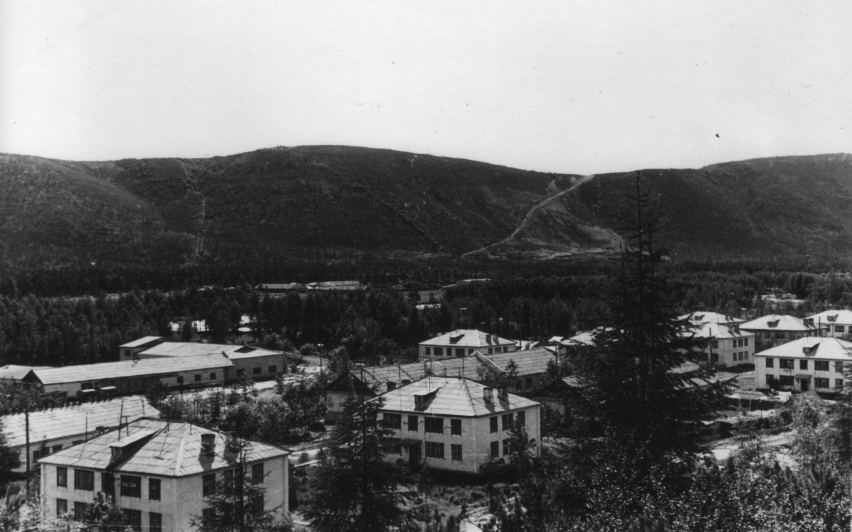
начало 90-х
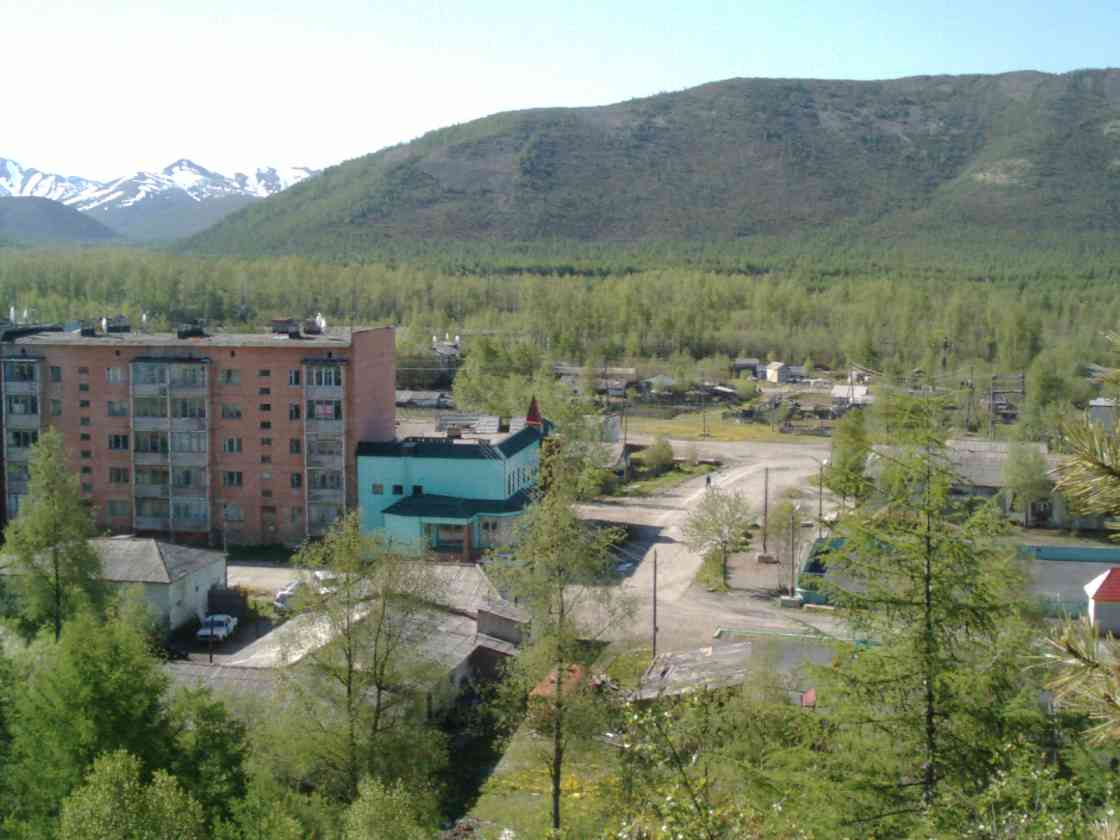
Поселок Хасын, 2007
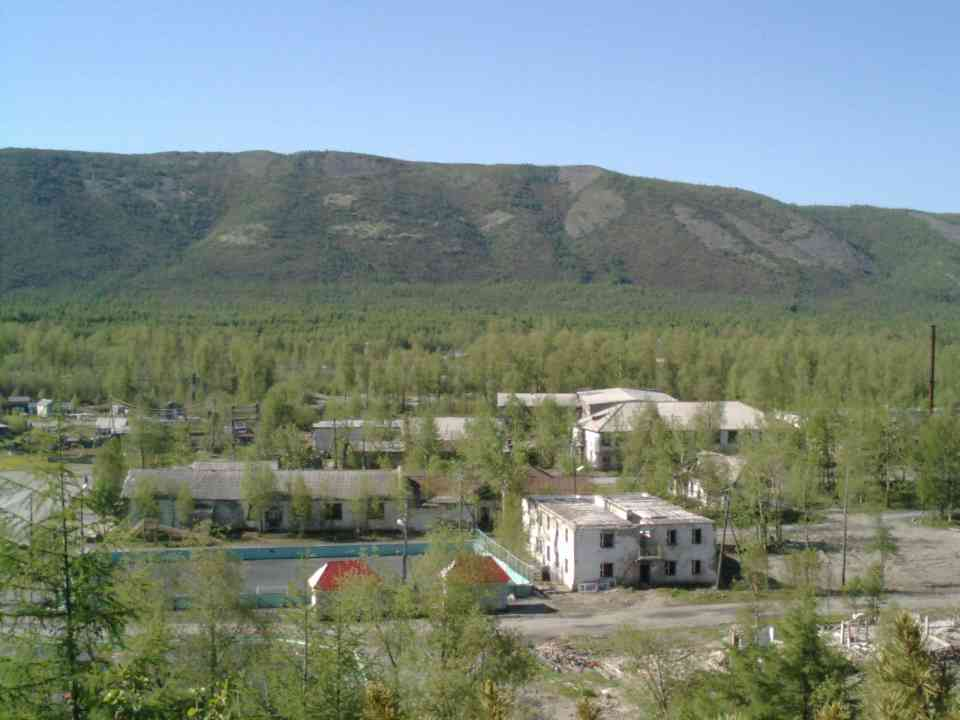
Поселок Хасын, 2007
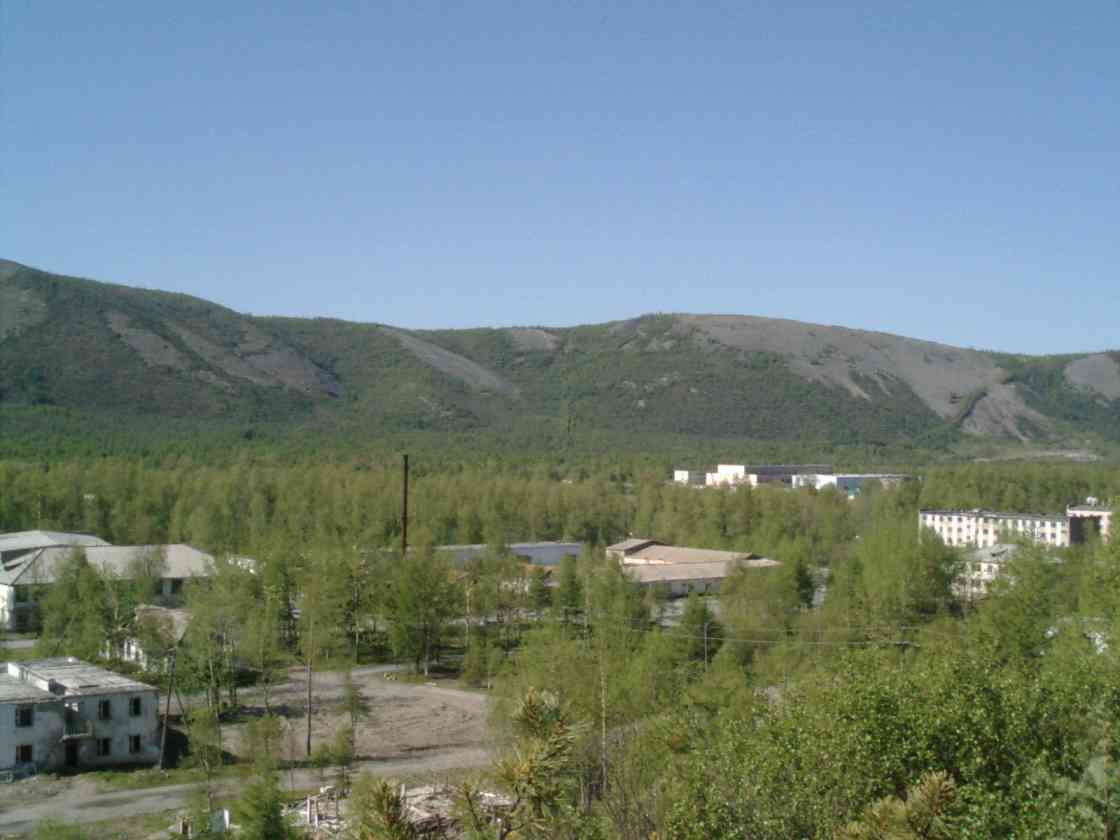
Поселок Хасын, 2007
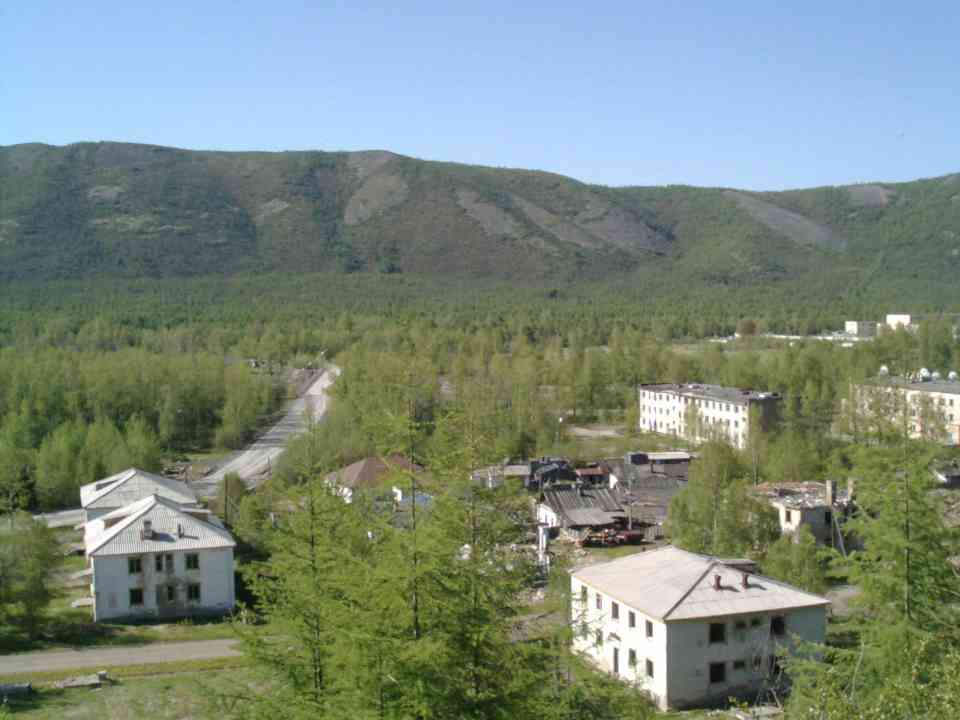
Поселок Хасын, 2007
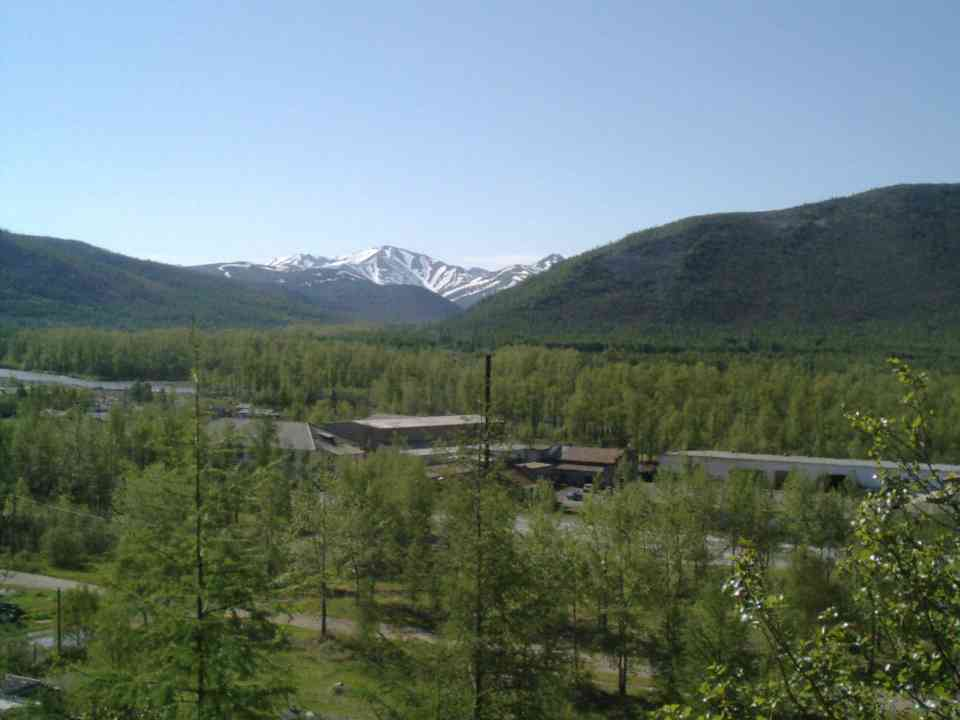
Поселок Хасын, 2007
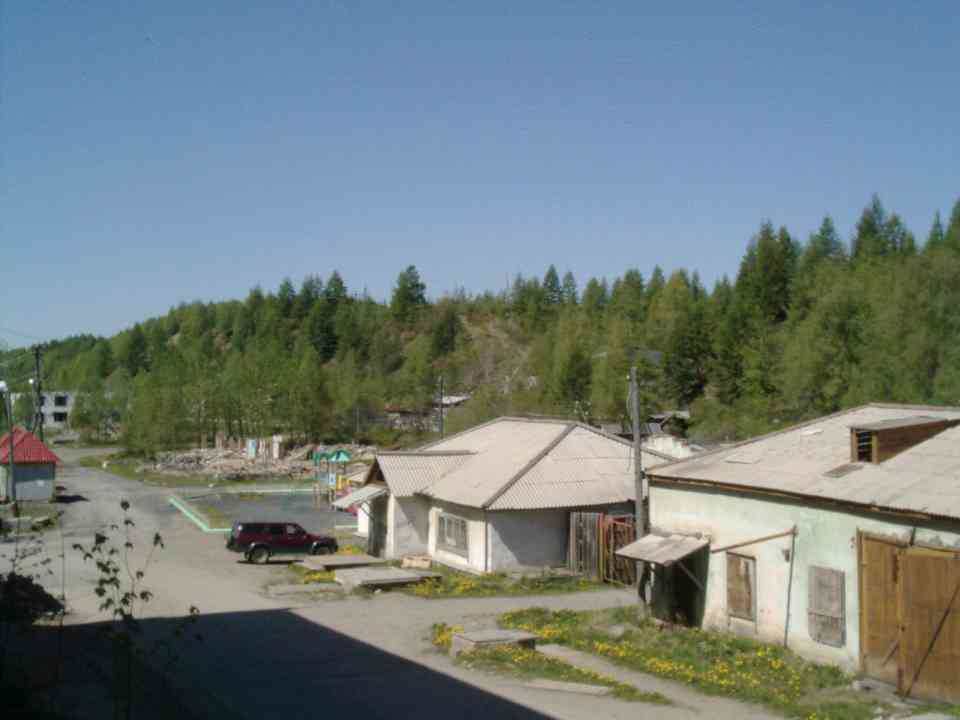
Поселок Хасын, 2007

## Связь
Зоны покрытия сотовой связи — Билайн, Мегафон, МТС, Tele2

## Транспорт
- Пассажирское сообщение с областным центром и посёлками области осуществляется рейсовыми автобусами[9].
- Ближайший воздушный узел — аэропорт «Магадан» (Сокол) — в 30 км по трассе.